# John Hurt

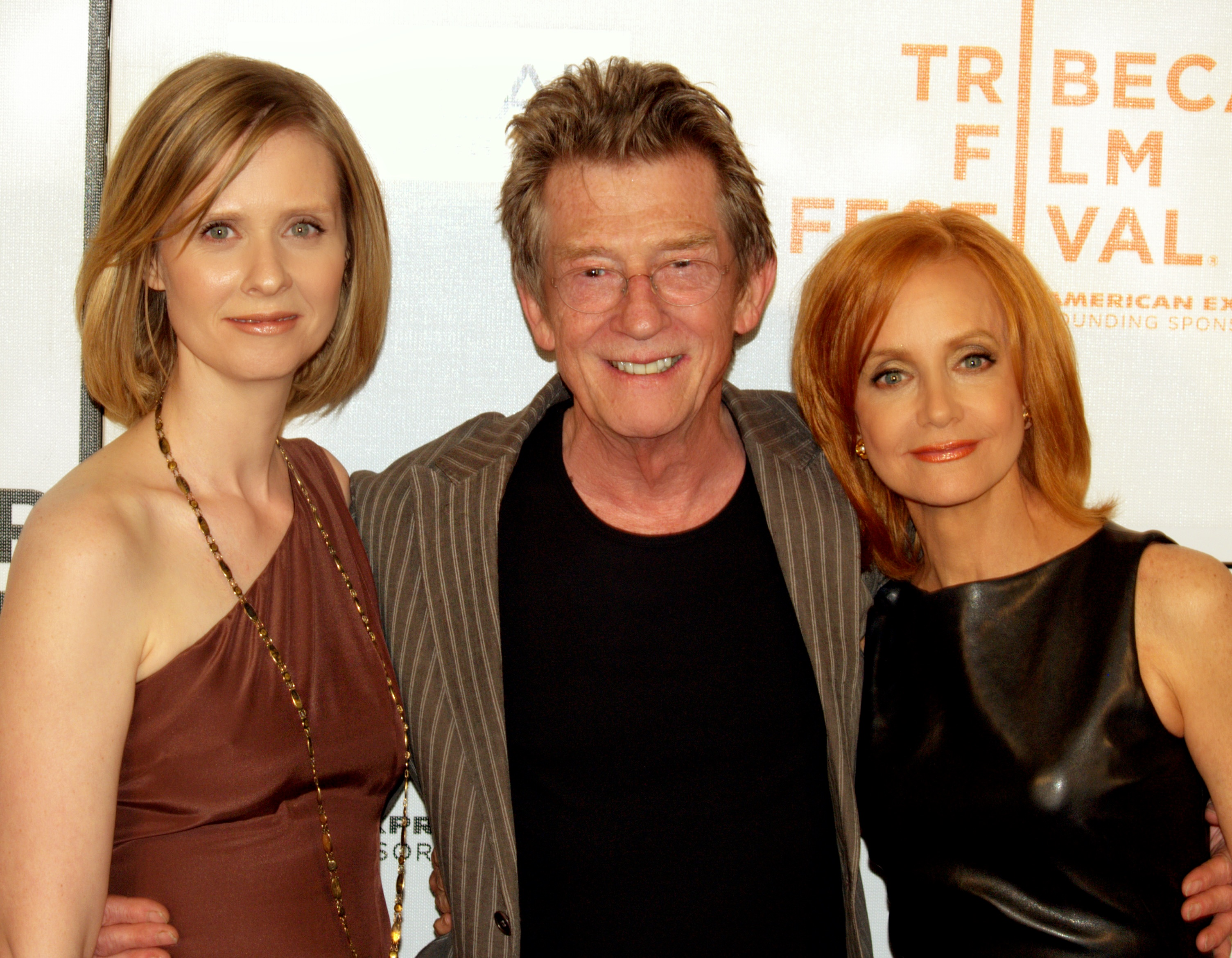
Cynthia Nixon, Hurt i Swoosie Kurtz (2009)

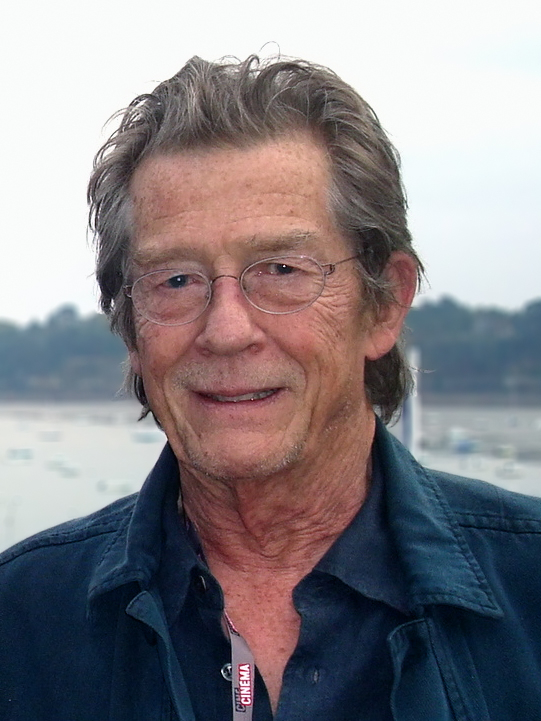
John Hurt (2009)

Sir John Vincent Hurt (ur. 22 stycznia 1940 w Chesterfield, zm. 25 stycznia 2017 w Londynie) – brytyjski aktor. Był dwukrotnie nominowany do Oscara: w 1979 za drugoplanową rolę Midnight Express (1978), uhonorowaną Złotym Globem, i za tytułową postać w dramacie Davida Lyncha Człowiek słoń (The Elephant Man, 1980). Zdobywca czterech statuetek nagród BAFTA za występy w filmach Nagi urzędnik (The Naked Civil Servant, 1975), Midnight Express (1978) i Człowiek słoń (1980) oraz za brytyjski wkład w rozwój światowego kina (2012). 
W 2004 został Komandorem Orderu Imperium Brytyjskiego. W Pasowaniach Noworocznych 2015 otrzymał tytuł szlachecki Sir. Należał do tych aktorów, którzy w filmach grają chętnie i często, niezależnie od rodzaju proponowanej roli – jego filmografia liczy grubo ponad sto pozycji. Pojawiał się w wielkich hitach, ale także w małych dziełach niezależnych, produkowanych po obu stronach oceanu

## Wczesne lata
Urodził się w Chesterfield w hrabstwie Derbyshire jako najmłodszy z trojga dzieci Phyllis (z domu Massey), byłej aktorki, i Arnoulda Herberta Hurta. Jego ojciec był matematykiem, ale został duchownym Kościoła anglikańskiego i pełnił funkcję wikariusza w kościele Świętej Trójcy w Shirebrook w Derbyshire. W okresie swojego dzieciństwa przebywał najczęściej w samotności. Był konserwatywnie wychowywany i trzymany „pod kloszem”. Pomimo że po drugiej stronie ulicy było kino, jego rodzice nie pozwalali mu oglądać filmów. Jednakże brał udział w teatralnych przedstawieniach szkolnych. Kiedy miał dwanaście lat rodzina przeprowadziła się do Grimsby.
Rodzice zapisali go do Grimsby Art School i St. Martin’s School of Art. Po otrzymywaniu stypendium, zainteresował się aktorstwem. W latach 1960–1962 studiował w Royal Academy of Dramatic Art.

## Kariera
W 1962 zadebiutował na londyńskiej scenie w sztuce Dzieciobójstwo w domu Freda Gingera (Infanticide in the House of Fred Ginger). Potem występował w spektaklach: Nie do obrony (Inadmissible Evidence, 1965) Johna Osborne, Mały Malcolm i jego walka z Eunuchem (Little Malcolm and His Struggle Against the Eunuchs, 1966) i Człowiek i nadczłowiek (Man and Superman, 1969). Odnalazł się też w repertuarze szekspirowskim jako Malcolm w Makbecie (1967) i w roli Romea w tragedii Romeo i Julia (1973). Ponadto wystąpił w sztukach Harolda Pintera: Dozorca (The Caretaker), Samoobsługa (The Dumb Waiter) i Extravaganza (Travesties, 1974).
Na dużym ekranie po raz pierwszy pojawił się w epizodycznej roli Phila Corbetta w melodramacie Dziki i skłonny (The Wild and the Willing, 1962) u boku Iana McShane’a, Samanthy Eggar i Jeremy’ego Bretta. Uznanie krytyki zdobył cztery lata później jako Richard Rich w biograficznym dramacie historycznym Freda Zinnemanna Oto jest głowa zdrajcy (A Man for All Seasons, 1966). W czarnej komedii przygodowej Johna Hustona Zbereźnik (Sinful Davey, 1969) stworzył złożoną i dynamiczną kreację beztroskiego Daveya Haggarta, szalejącego w Szkocji, często po szlacheckich zameczkach czy po więzieniach. 
Był nominowany do nagrody BAFTA za rolę Walijczyka Timothy’ego Evansa, niesłusznie oskarżonego o zamordowanie swojej żony i córeczki Geraldine w ich rezydencji w Notting Hill w Londynie w dramacie kryminalnym Richarda Fleischera Dom przy Rillington Place 10 (10 Rillington Place, 1971). Odniósł również sukces w roli ikony gejowskiej pisarza i aktora Quentina Crispa w biograficznym komediodramacie telewizyjnym ITV Nagi urzędnik (The Naked Civil Servant, 1975), za którą zdobył nagrodę BAFTA dla najlepszego aktora. W serialu BBC Ja, Klaudiusz (I, Claudius, 1977) zagrał szalonego rzymskiego cesarza Kaligulę.
Za kreację Maxa, heroinisty uwięzionego w Turcji, w biograficznym dramacie kryminalnym Alana Parkera Midnight Express (1978) odebrał Złoty Glob dla najlepszego aktora drugoplanowego i nagrodę BAFTA dla najlepszego aktora drugoplanowego, a także był nominowany do Oscara dla najlepszego aktora drugoplanowego. Tytułowa rola Josepha Merricka w dramacie Davida Lyncha Człowiek słoń (The Elephant Man, 1980), gdzie wystąpił w specjalnej masce, przyniosła mu trzecią nagrodę BAFTA dla najlepszego aktora pierwszoplanowego oraz nominację do Oscara dla najlepszego aktora pierwszoplanowego i Złotego Globu dla najlepszego aktora w filmie dramatycznym.
Często grał zgorzkniałych mężczyzn, którzy swe rozczarowanie starają się maskować cynizmem. Na swoim koncie ma także role w tym m.in. w Obcym (Alien, 1979), Hellboyu (2004) czy V jak Vendetta (V for Vendetta, 2006). Młodszej widowni znany jest z filmów o Harrym Potterze, gdzie wcielał się w postać pana Garricka Ollivandera.

## Życie prywatne
W latach 1962–1964 był żonaty z Annette Robertson. 6 września 1984 zawarł związek małżeński z Donną Peacock. Rozwiedli się w 1990. 24 stycznia 1990 ożenił się z młodszą o 15 lat Joan „Jo” Dalton, z którą miał dwóch synów: Aleksandra Johna Vincenta (ur. 6 lutego 1990) i Nicolasa „Nicka” (ur. 5 lutego 1993). W 1996 doszło do rozwodu. W marcu 2005 poślubił swoją czwartą żonę, Anwen Rees-Meyers, producentkę filmów reklamowych. W swoim czwartym małżeństwie przestał palić papierosy i pić alkohol.
16 czerwca 2015 Hurt publicznie ogłosił, że zdiagnozowano u niego wczesne stadium raka trzustki. Po leczeniu oświadczył, że 12 października 2015 nowotwór osiągnął remisję. Zmarł 28 stycznia 2017 w swoim domu w Cromer w hrabstwie Norfolk w wieku 77 lat.

## Filmografia
| Rok       | Tytuł                                                                                               | Role                                   | Reżyser                                |
| --------- | --------------------------------------------------------------------------------------------------- | -------------------------------------- | -------------------------------------- |
| 1966      | Oto jest głowa zdrajcy (A Man for All Seasons)                                                      | Richard Rich                           | Fred Zinnemann                         |
| 1971      | Dom przy Rillington Place 10 (10 Rillington Place)                                                  | Timothy John Evans                     | Richard Fleischer                      |
| 1977      | Ja, Klaudiusz (I, Claudius, serial TV)                                                              | Kaligula                               | Herbert Wise                           |
| 1978      | Midnight Express                                                                                    | Max                                    | Alan Parker                            |
| 1978      | Wrzask (The Shout)                                                                                  | Anthony Fielding                       | Jerzy Skolimowski                      |
| 1978      | Wzgórze królików (Watership Down)                                                                   | Leszczynek (głos)                      | Martin Rosen                           |
| 1978      | Władca Pierścieni (The Lord of the Rings)                                                           | Aragorn (głos)                         | Ralph Bakshi                           |
| 1979      | Obcy – ósmy pasażer Nostromo (Alien)                                                                | Kane                                   | Ridley Scott                           |
| 1980      | Człowiek słoń (The Elephant Man)                                                                    | John Merrick                           | David Lynch                            |
| 1980      | Wrota niebios (Heaven’s Gate)                                                                       | Billy Irvine                           | Michael Cimino                         |
| 1981      | Historia świata: Część I (History of the World: Part I)                                             | Jezus                                  | Mel Brooks                             |
| 1982      | Na drugą stronę (Night Crossing)                                                                    | Peter Strelzyk                         | Delbert Mann                           |
| 1982      | The Plague Dogs                                                                                     | Snitter                                | Martin Rosen                           |
| 1983      | Weekend Ostermana (The Osterman Weekend)                                                            | Lawrence Fassett                       | Sam Peckinpah                          |
| 1984      | 1984 (Nineteen Eighty-Four)                                                                         | Winston Smith                          | Michael Radford                        |
| 1985      | Taran i magiczny kocioł (Black Cauldron)                                                            | Rogaty Król (głos)                     | Richard Rich                           |
| 1987      | Kosmiczne jaja (Spaceballs)                                                                         | Kane                                   | Mel Brooks                             |
| 1987      | Biała intryga (White Mischief)                                                                      | Gilbert Colvile                        | Michael Radford                        |
| 1987–1988 | Bajarz (The Storyteller, serial TV)                                                                 | Bajarz                                 | Jim Henson                             |
| 1989      | Skandal (Scandal)                                                                                   | Stephen Ward                           | Michael Caton-Jones                    |
| 1990      | Pole (The Field)                                                                                    | „Bird” O’Donnel                        | Jim Sheridan                           |
| 1991      | Król Ralph (King Ralph)                                                                             | lord Percival Graves                   | David S. Ward                          |
| 1993      | I kowbojki mogą marzyć (Even Cowgirls Get the Blues)                                                | Hrabia                                 | Gus Van Sant                           |
| 1994      | Calineczka (Thumbelina)                                                                             | pan Kret (głos)                        | Don Bluth/Gary Goldman                 |
| 1995      | Rob Roy                                                                                             | markiz Montrose                        | Michael Caton-Jones                    |
| 1995      | Truposz (Dead Man)                                                                                  | John Scholfield                        | Jim Jarmusch                           |
| 1995      | Dziki Bill (Wild Bill)                                                                              | Charley Prince                         | Walter Hill                            |
| 1997      | Kontakt (Contact)                                                                                   | S.R. Hadden                            | Robert Zemeckis                        |
| 1997      | Bandyta                                                                                             | Babits                                 | Maciej Dejczer                         |
| 1997      | Miłość i śmierć na Long Island (Love and Death on Long Island)                                      | Giles De’Ath                           | Richard Kwietniowski                   |
| 1998      | Saturday Night Live                                                                                 | Marcowy Zając                          | Beth McCarthy-Miller/David Wachtenheim |
| 1999–2000 | Wodnikowe Wzgórze (Watership Down, serial TV)                                                       | generał Czyściec (głos)                | Troy Sullivan                          |
| 2000      | Stracone dusze (Lost Souls)                                                                         | Ojciec Lareaux                         | Janusz Kamiński                        |
| 2000      | Tygrys i przyjaciele (The Tigger Movie)                                                             | Narrator (głos)                        | Jun Falkenstein                        |
| 2001      | Harry Potter i Kamień Filozoficzny (Harry Potter and the Philosopher’s Stone)                       | pan Ollivander                         | Chris Columbus                         |
| 2001      | Kapitan Corelli (Captain Corelli’s Mandolin)                                                        | Dr Iannis                              | John Madden                            |
| 2003      | Hazardzista (Owning Mahowny)                                                                        | Victor Foss                            | Richard Kwietniowski                   |
| 2003      | Dogville                                                                                            | narrator (głos)                        | Lars von Trier                         |
| 2004      | Opowieść z życia lwów (Pride)                                                                       | Harry                                  | John Downer                            |
| 2004      | Hellboy                                                                                             | profesor Trevor „Broom” Bruttenholm    | Guillermo del Toro                     |
| 2005      | Propozycja (The Proposition)                                                                        | Jellon Lamb, łowca głów                | John Hillcoat                          |
| 2005      | Szeregowiec Dolot (Valiant)                                                                         | Felix (głos)                           | Gary Chapman                           |
| 2005      | Strzelając do psów (Shooting Dogs)                                                                  | Ojciec Christopher                     | Michael Caton-Jones                    |
| 2005      | Manderlay                                                                                           | Narrator (głos)                        | Lars von Trier                         |
| 2005      | Klucz do koszmaru (The Skeleton Key)                                                                | Benjamin Devereaux                     | Iain Softley                           |
| 2006      | V jak Vendetta (V for Vendetta)                                                                     | Adam Sutler                            | James McTeigue                         |
| 2006      | Pachnidło (Perfume: The Story of a Murderer)                                                        | Narrator (głos)                        | Tom Tykwer                             |
| 2007      | Mistrzowie science-fiction (Masters of Science Fiction)                                             | Samswope                               | Jonathan Frakes                        |
| 2008      | Outlander                                                                                           | Hrodgar, król                          | Howard McCain                          |
| 2008      | Indiana Jones i Królestwo Kryształowej Czaszki (Indiana Jones and the Kingdom of the Crystal Skull) | profesor Oxley                         | Steven Spielberg                       |
| 2008      | Hellboy: Złota armia (Hellboy II: The Golden Army)                                                  | profesor Trevor ‘Broom’ Bruttenholm    | Guillermo del Toro                     |
| 2008      | Decydujący głos (Recount, TV)                                                                       | Warren Christopher                     | Jay Roach                              |
| 2008−2012 | Przygody Merlina (Merlin, serial TV)                                                                | Wielki Smok (głos)                     |                                        |
| 2009      | Anglik w Nowym Jorku (An Englishman in New York)                                                    | tytułowy bohater, pisarz Quentin Crisp | Richard Laxton                         |
| 2009      | The Limits of Control                                                                               | Gitarzysta                             | Jim Jarmusch                           |
| 2009      | Zakochany Nowy Jork (New York, I Love You)                                                          | Kelner                                 | Shekhar Kapur                          |
| 2010      | Harry Potter i Insygnia Śmierci. Część I (Harry Potter and the Deathly Hallows: Part I)             | pan Ollivander                         | David Yates                            |
| 2010      | Lou                                                                                                 | Doyle                                  | Belinda Chayko                         |
| 2011      | Melancholia                                                                                         | Dexter                                 | Lars von Trier                         |
| 2011      | Harry Potter i Insygnia Śmierci. Część II (Harry Potter and the Deathly Hallows: Part II)           | pan Ollivander                         | David Yates                            |
| 2011      | Szpieg (Tinker Tailor Soldier Spy)                                                                  | Kontroler                              | Tomas Alfredson                        |
| 2011      | Immortals. Bogowie i herosi (Immortals)                                                             | Starzec                                | Tarsem Singh                           |
| 2012      | Samochód Jayne Mansfield (Jayne Mansfield’s Car)                                                    | Kingsley Bedford                       | Billy Bob Thornton                     |
| 2013      | Doktor Who (odcinek specjalny pt. Dzień Doktora)                                                    | Doktor Wojny                           | Saul Metzstein                         |
| 2013      | Charlie musi umrzeć (Charlie Countryman)                                                            | Narrator (głos)                        | Fredrik Bond                           |
| 2013      | Tylko kochankowie przeżyją (Only Lovers Left Alive)                                                 | Marlowe                                | Jim Jarmusch                           |
| 2013      | Snowpiercer: Arka przyszłości (Snowpiercer)                                                         | Gilliam                                | Joon-ho Bong                           |
| 2014      | Herkules                                                                                            | Kotys                                  | Brett Ratner                           |
| 2016      | Podróż (The Journey)                                                                                | Harry Patterson                        | Nick Hamm                              |
| 2016      | Jackie                                                                                              | ksiądz                                 | Pablo Larraín                          |
| 2017      | My Name Is Lenny                                                                                    | Leslie Salmon                          | Ron Scalpello                          |
| 2017      | That Good Night                                                                                     | Ralph                                  | Eric Styles                            |
| 2017      | Damascus Cover                                                                                      | Miki                                   | Daniel Zelik Berk                      |

## Nagrody
| Rok  | Nagroda                                        | Kategoria                                | Film                                                   |
| ---- | ---------------------------------------------- | ---------------------------------------- | ------------------------------------------------------ |
| 1976 | Nagroda BAFTA                                  | Najlepszy aktor                          | Nagi urzędnik (TV, 1975)                               |
| 1979 | Złoty Glob                                     | Najlepszy aktor drugoplanowy             | Midnight Express (1978)                                |
| 1979 | Nagroda BAFTA                                  | Najlepszy aktor drugoplanowy             | Midnight Express (1978)                                |
| 1981 | Nagroda BAFTA                                  | Najlepszy aktor drugoplanowy             | Człowiek słoń (1980)                                   |
| 1985 | Nagroda „Evening Standard”                     | Najlepszy aktor                          | Rok 1984 (1984) Mistrzowie (1984) Wykonać wyrok (1984) |
| 2009 | 59. Międzynarodowy Festiwal Filmowy w Berlinie | Nagroda specjalna                        | Anglik w Nowym Jorku (2009)                            |
| 2012 | Nagroda BAFTA                                  | Brytyjski wkład w rozwój światowego kina | –                                                      |